# Fornicia obscuripennis
Fornicia obscuripennis är en stekelart som beskrevs av Josef Fahringer 1934. Fornicia obscuripennis ingår i släktet Fornicia och familjen bracksteklar. Inga underarter finns listade i Catalogue of Life.